# Slabetov graben
Slabetov graben je potok, ki izvira severno od naselja Zaplana v Rovtarskem hribovju. Imenuje se po domačiji Slabe, v bližini katere teče. Ob potoku je tudi Slabetova jama. Izliva se v potok Pelnikarica, ki je desni pritok potoka Podlipščica. Ta nato nadaljuje tok proti Ljubljanici.